# Handwerkskammer Chemnitz

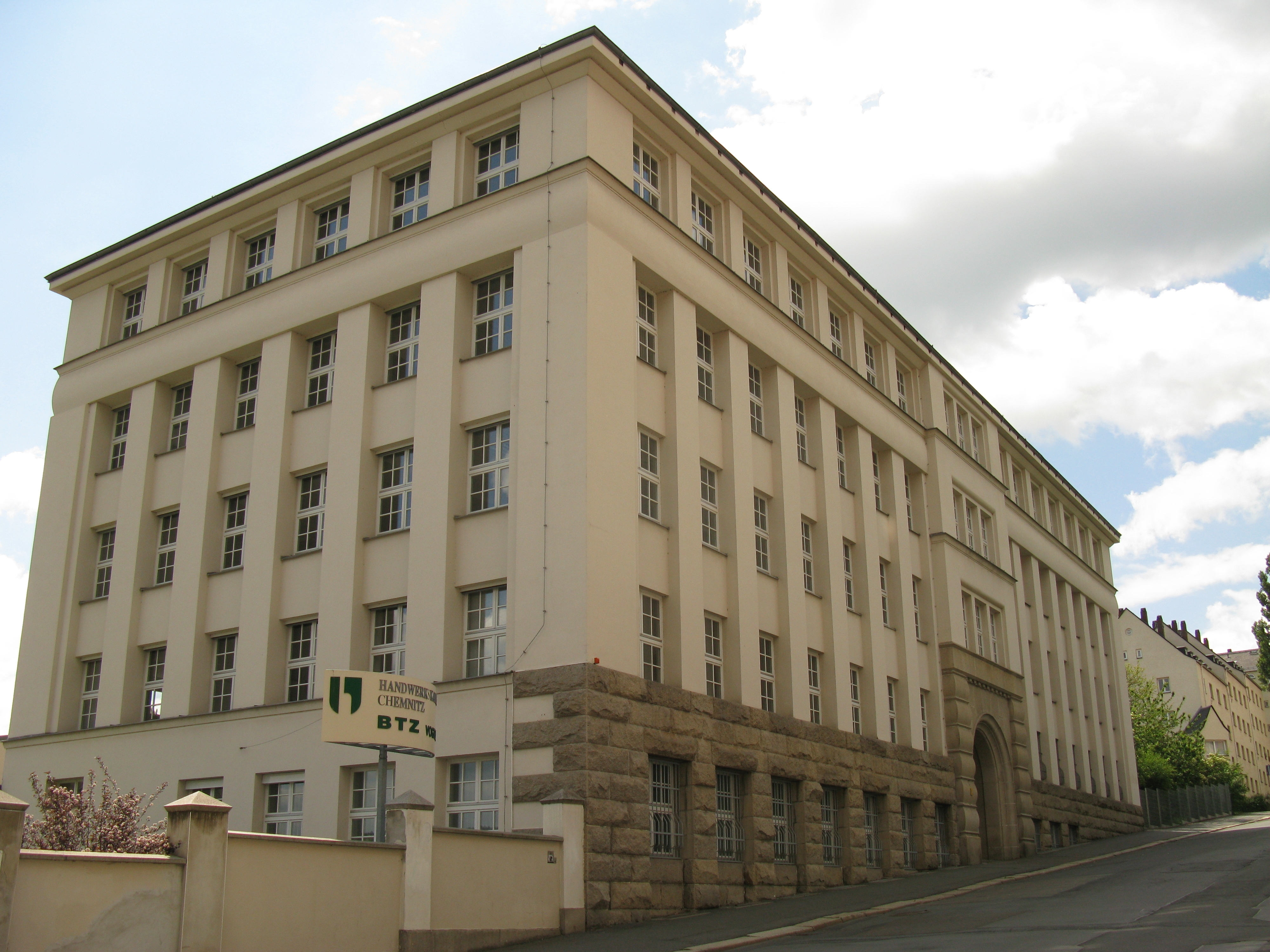
Das Bildungs- und Technologiezentrum Plauen in der Rähnisstraße

Die Handwerkskammer Chemnitz ist eine Berufsständische Körperschaft des öffentlichen Rechts mit Sitz in Chemnitz.
Der Kammerbezirk umfasst den früheren Direktionsbezirk Chemnitz. Zum Kammerbezirk gehören die Kreishandwerkerschaften Erzgebirge, Vogtland, Zwickau und Mittelsachsen. 
Die Handwerkskammer vertritt im Kammerbezirk Chemnitz rund 22.000 Mitgliedsbetriebe. Die größte Zahl der Mitgliedsbetriebe war 2022 im Elektro- und Metallgewerbe tätig, die zweitgrößte Gruppe im Bau- oder Ausbaugewerbe.
Der Sitz der Handwerkskammer Chemnitz befindet sich auf dem Gelände der alten Radrennbahn Chemnitz im Stadtteil Rottluff.
Die Handwerkskammer Chemnitz verfügt über zwei Bildungseinrichtungen. Das Bildungs- und Technologiezentrum Chemnitz bietet Bildungsangebote für 30 Berufe, das Bildungs- und Technologiezentrum Plauen für 20. Zum Bildungs- und Technologiezentrum Chemnitz gehört ein Internat.
Sie ist Partner der Stiftung Haus der kleinen Forscher mit Sitz in Berlin, die drei- bis sechsjährige Kinder an Naturwissenschaften und Technik heranführen will und Erzieher weiterbildet. Die Handwerkskammer verantwortet dafür Workshops in den Regionen Erzgebirge und Mittelsachsen.
Die Handwerkskammer gibt eine Schriftenreihe heraus, deren Hefte  Themen wie Existenzgründung im Handwerk und Handwerksrecht, Geringfügige Beschäftigung, das Gesetz zur Reform der beruflichen Bildung, das Vergaberecht in Sachsen oder den Start ins Auslandsgeschäft behandeln.

## Strukturen und Organisation
Die Organe der Handwerkskammer sind
- die Mitgliederversammlung (Vollversammlung)
- der Vorstand
- die Ausschüsse

Die Vollversammlung besteht aus gewählten Mitgliedern. Die Wahlen zur Vollversammlung werden im Briefwahlverfahren durch Listen in allgemeiner, gleicher und geheimer Wahl durchgeführt. Die Zahl der Mitglieder der Vollversammlung beträgt 39, davon sind 13 Gesellen oder andere Arbeitnehmer mit abgeschlossener Berufsausbildung. Den Vorsitz in der Vollversammlung führt der Präsident. Er nimmt repräsentative Aufgaben der Kammer war. Die Alltagsgeschäfte werden von einem Hauptgeschäftsführer geleitet. Derzeit ist Frank Wagner Präsident und Markus Winkelströter Hauptgeschäftsführer.
Der Vorstand der Handwerkskammer besteht aus dem Vorsitzenden (Präsidenten), zwei Stellvertretern (Vizepräsidenten), von denen einer Arbeitnehmer sein muss, und sechs weiteren Mitgliedern, und zwar vier Vertretern der selbständigen Gewerbetreibenden und zwei  Arbeitnehmervertretern.
Die Handwerkskammer bildet ständige Ausschüsse; außerdem können für bestimmte Angelegenheiten besondere Ausschüsse gebildet werden. Die Ausschüsse werden je nach Bedarf von der Vollversammlung gewählt.

## Aufgaben
Aufgabe der Handwerkskammer ist die Interessenvertretung des gesamten Handwerks im Kammerbezirk.
- Mitwirkung an Gesetzesinitiativen zur Schaffung handwerks- und mittelstandsgerechter Rahmenbedingungen
- Anhörung und Stellungnahme zu Gesetzesentwürfen und Gesetzesänderungen, insbesondere auf den Gebieten des Wirtschafts- und Gewerberechts, des Steuer- und Sozialrechts, des Arbeitsrechts, des Berufsbildungsrechts sowie des Landesplanungs- und Baurechts
- Vorschläge zur Stadt- und Landesentwicklung, Regionalplanung, Umweltpolitik, Bau- und Auftragsvergabepolitik
- Kontakte zu Behörden und Parlamenten auf Bundes-, Landes- und kommunaler Ebene
- Wirtschaftsbeobachtung, Statistik und Konjunkturberichtserstattung
- Öffentlichkeitsarbeit und Information
- Vertretung der Interessen in allen das Handwerk berührenden Fragen
- Wirtschaftliche Förderung des Handwerks auf allen einschlägigen Gebieten
- Rechtsaufsicht und Erfüllung von Selbstverwaltungsaufgaben des Handwerks

## Projekte und Partner
Die Handwerkskammer pflegt Kontakte im Lehrlingsaustausch zur Handwerkskammer im Département Seine-Saint-Denis in Frankreich. Lehrlinge aus dem Kfz-, Friseur- und Konditorei-Gewerbe werden jährlich zum Austausch in die Partnerkammer und deren Mitgliedsbetriebe gesendet. Außerdem hält sie Kontakte zur Handwerkskammer Poznań in Polen.